# 未生流
未生流（みしょうりゅう）は、未生斎一甫を開祖とする華道の一派。西日本を中心に活動を行い、伝統的な華道一派として知られる。

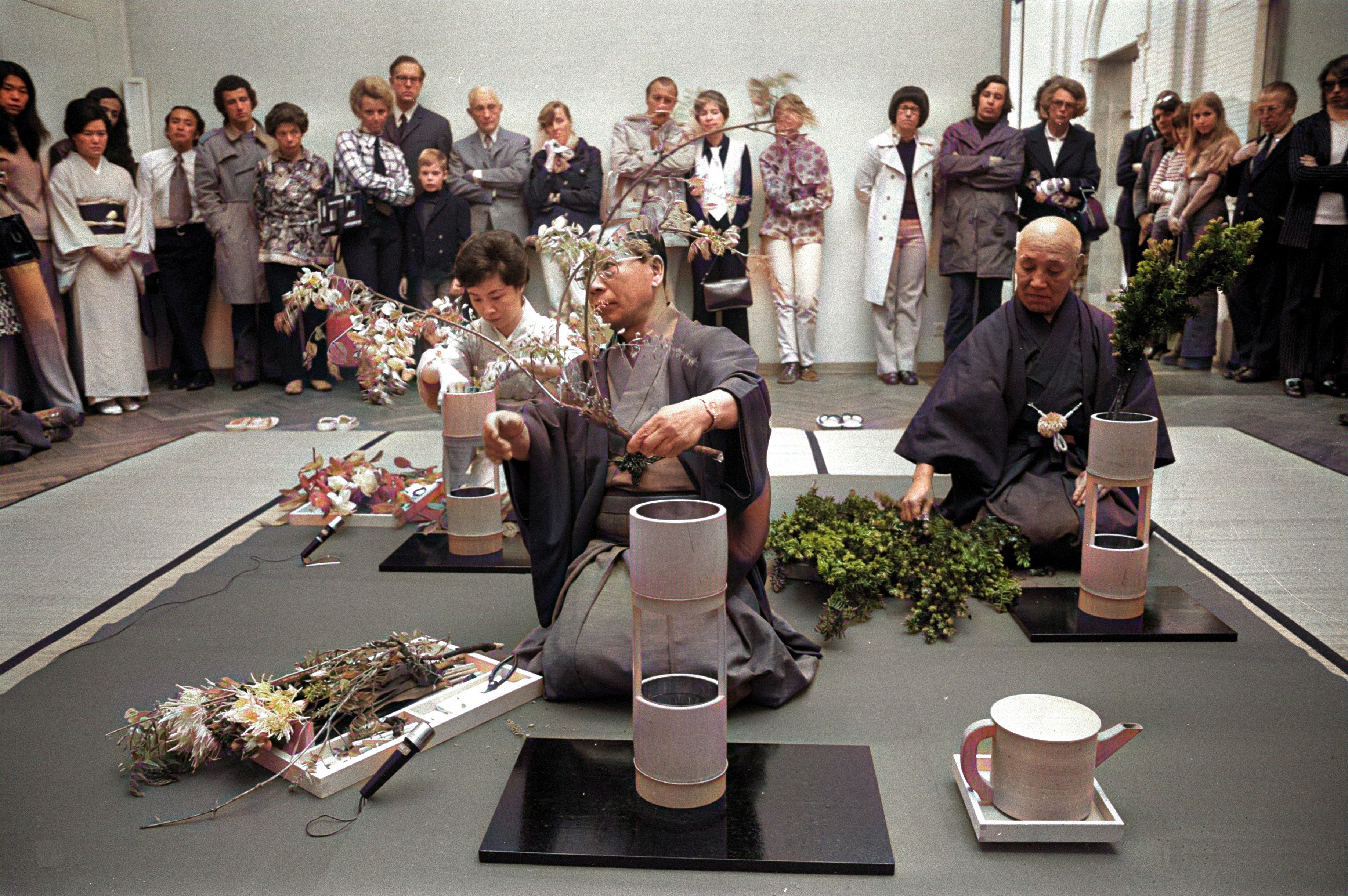
アムステルダム国際園芸博覧会 (1972年)期間中アムステルダム市立美術館での未生流のデモンストレーション

## 発祥
江戸時代後期の文化4年（1807年）に未生斎一甫と未生斎広甫によって創設される。創設された当時は町人文化が大いに発達した化政文化の時代であり、未生斎一甫が開いた未生流の下に沢山の弟子が集まり、未生流は発達した。創設された場所は摂津国大坂（現:大阪）である。
その後長い年月を経て、衰退した時期もあったが、近畿地方を中心に活動を行い、西日本全体に「未生流」は知れ渡った。近代昭和の時代になると、戦前までは栄華を誇ったが、第二次世界大戦に巻き込まれ衰退。戦後にまた勢力を盛り返した。

## 理念
未生流の創始者である未生斎一甫は、当初華道を行う中で、儒教・老荘思想・仏教の宗教的観念を根本的思想にした。そして、華道をする事によって、自らの心を安定させるというのが理念として受け継がれている。

## 技法
未生流の華道技法には、直角二等辺三角形の形を象って生け花をするという技法がある。そして、宗教観念を取り入れ、世界を形成する万物である「天地人」を意識した生け花が特徴的である。

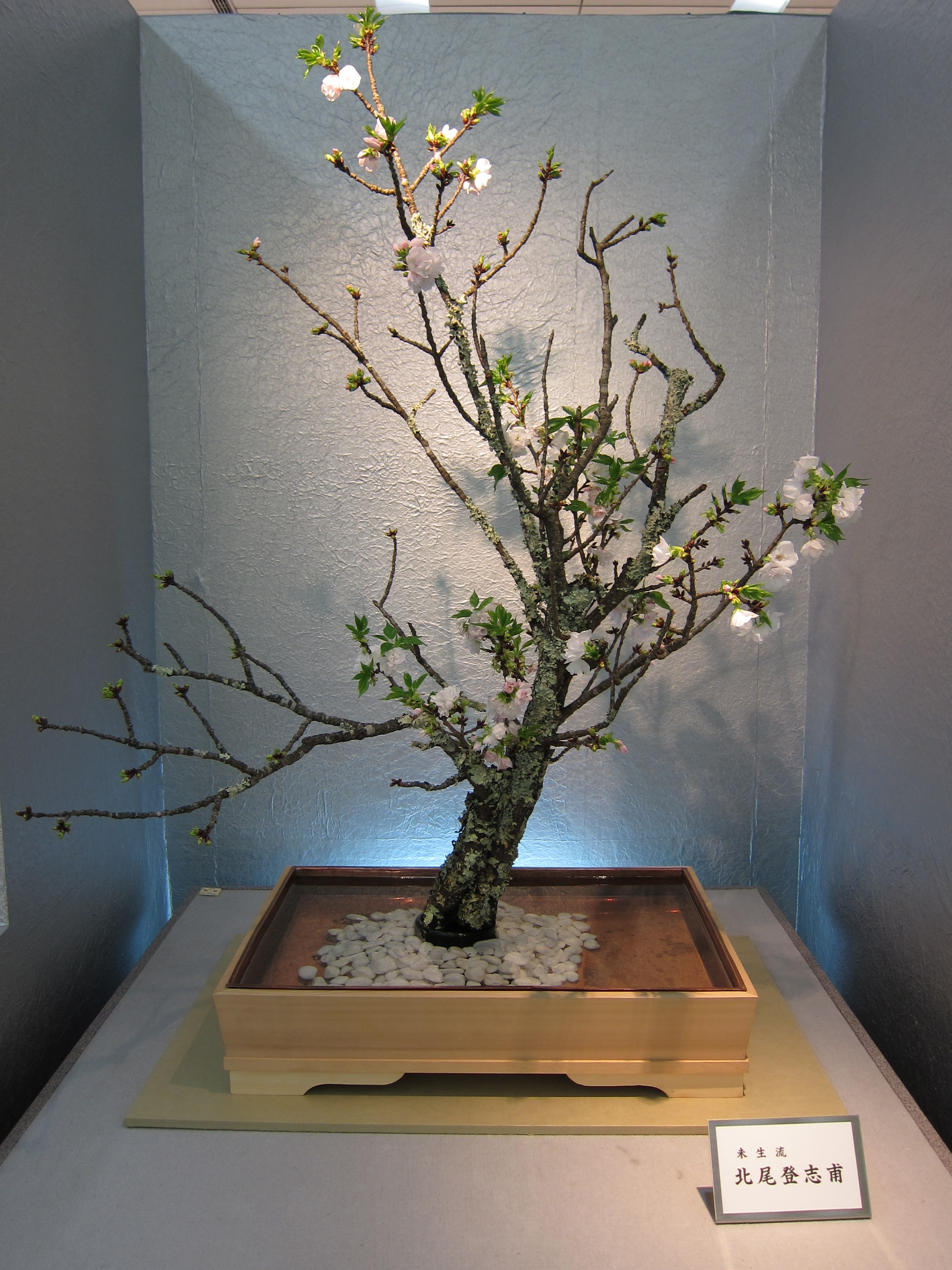
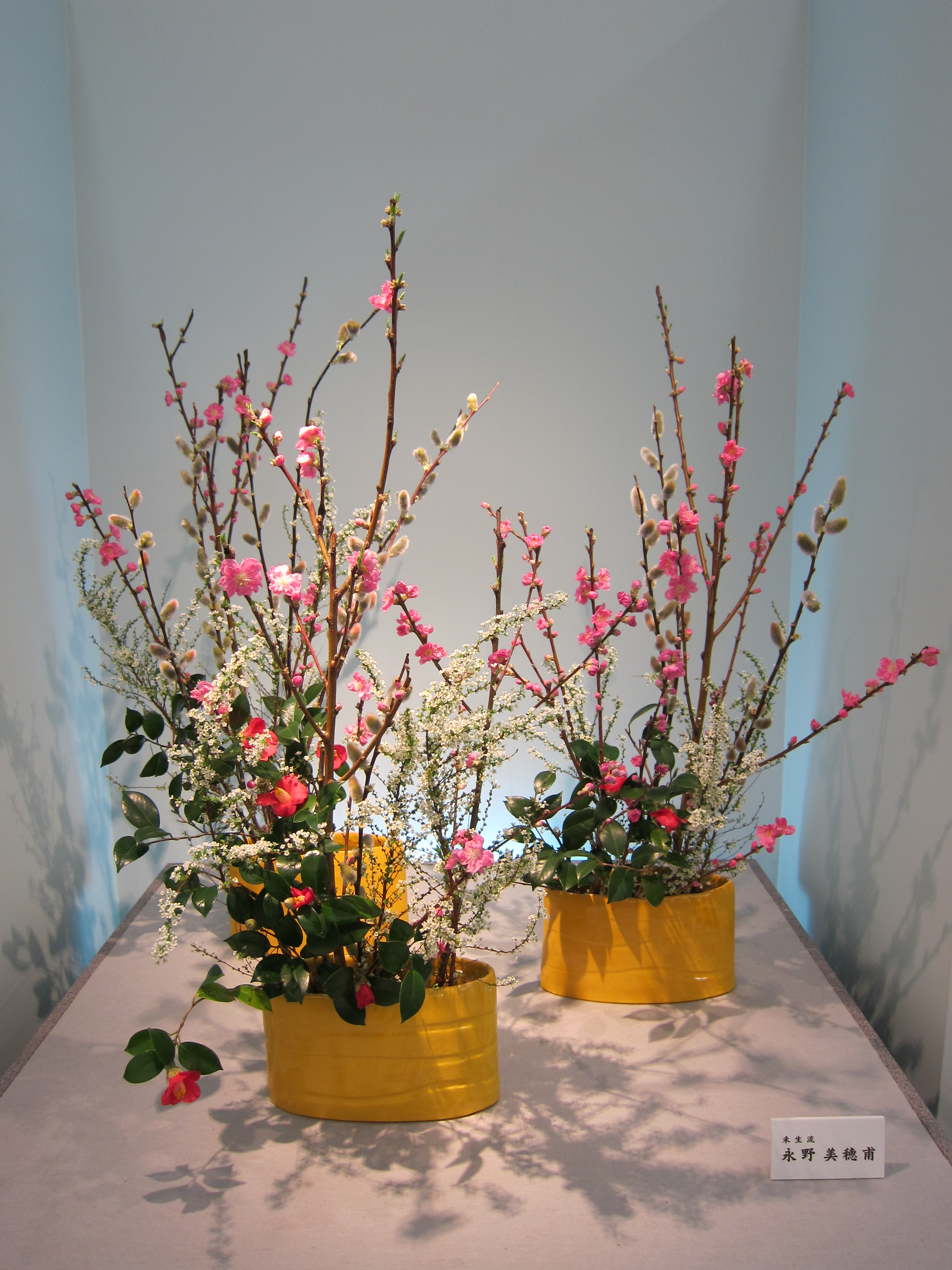
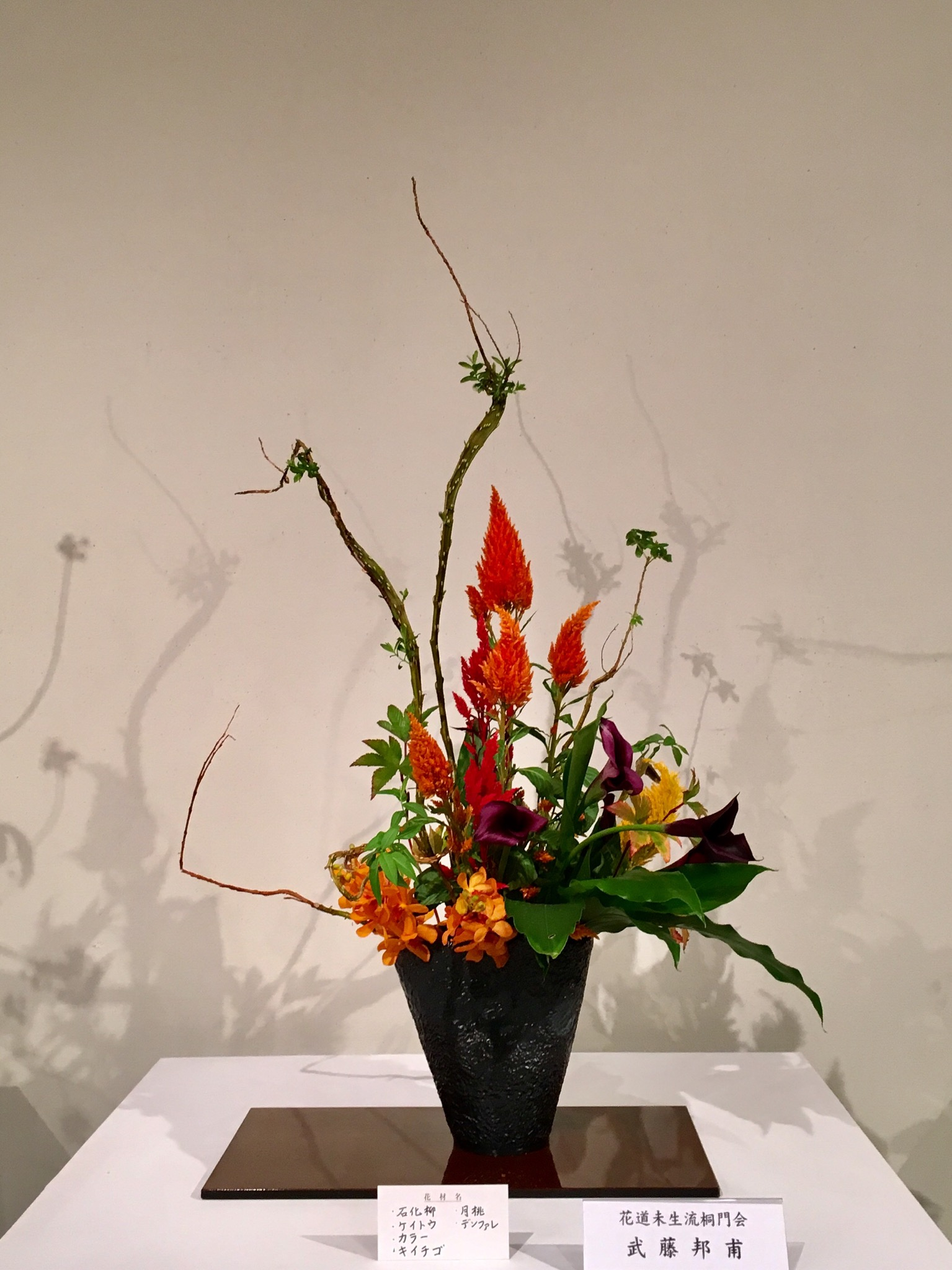
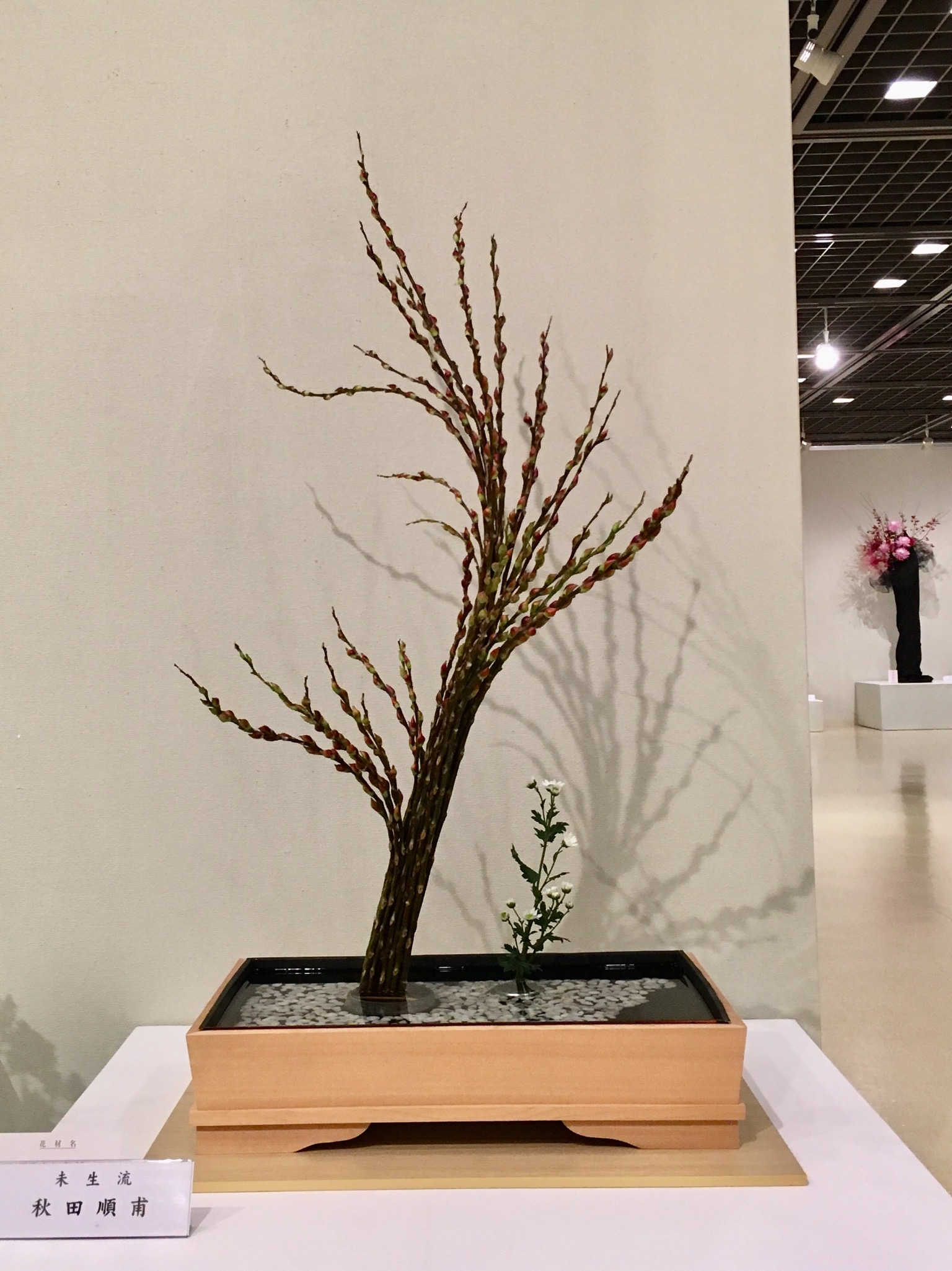
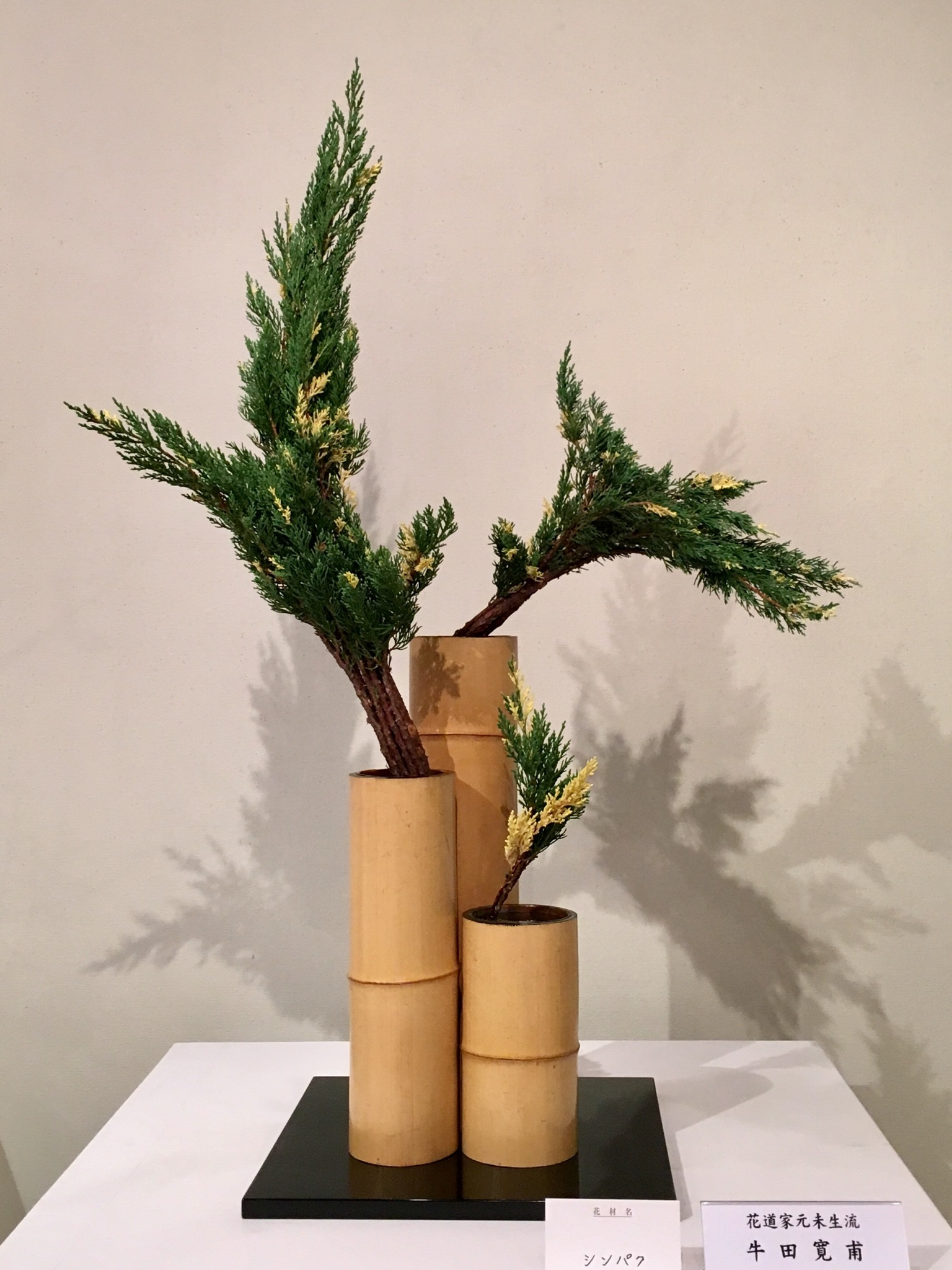